# Carla Muresan
Carla Muresan (geboren 1981 in Timișoara/Rumänien) ist eine deutsche Kamerafrau.

## Leben
Carla Muresan ist in Rumänien und Deutschland aufgewachsen. Von 2002 bis 2005 studierte sie Bildende Kunst an der Strykehjernet Art School in Oslo und von 2005 bis 2009 Philosophie und Filmwissenschaften an der Johannes Gutenberg-Universität Mainz. Danach absolvierte sie von 2009 bis 2017 ein Studium der Bildgestaltung an der Hochschule für Fernsehen und Film München.
Seither ist sie als Kamerafrau für Dokumentar- und Spielfilmproduktionen tätig. 2014 übernahm sie die Bildgestaltung für den Dokumentarfilm Nirgendland, der mit dem Viktor DOK.deutsch beim Internationalen Dokumentarfilmfestival München 2014 ausgezeichnet wurde.
Oft arbeitet sie für Projekte, die sich für die Sichtbarkeit frauenspezifischer Themen einsetzen. Sie ist Mitglied des Zusammenschlusses deutscher Bildgestalterinnen Cinematographinnen.
Carla Muresan lebt in München und Berlin.

## Filmografie (Auswahl)
- 2014: Nirgendland (Kinodokumentarfilm) – Regie: Helen Simon
- 2014: Moritz Daniel Oppenheim – The first Jewish Painter (Kinodokumentarfilm) – Regie: Isabel Gathof
- 2016: Aufstiege (Filmischer Ausstellungskatalog für Lichtkunstfestival) – Regie: Ina Fister
- 2016: Monika Hauser – Ein Portrait (Kinodokumentarfilm) – Regie: Evi Oberkofler, Edith Eisenstecken
- 2018: Kirschblüten & Dämonen (Spielfilm, 2. Kamera) – Regie: Doris Dörrie
- 2019: Die Königin der Taiga (GEO-Reportage)  – Regie: Gordian Arneth
- 2021: Litauens rollendes Puppentheater (GEO-Reportage)  – Regie: Gordian Arneth
- 2022: Voices from the Fire (Kinodokumentarfilm) – Regie: Helen Simon